# رضوان الساطي
رضوان الساطي (القرن 20 -) هو ممثل سوري، 

## حياته
ممثل سوري راحل له العديد من الاعمال التلفزيونية والسينمائية وكذلك بعض الاعمال المسرحية، من اشهر اعماله فيلم " الثعلب" وفيلم" السكين" وفيلم" الأبطال يولدون مرتين" ، ومن اعماله التلفزيونية " اسعد الوراق" و "انتقام الزباء" اما في مجال المسرح فمن بين الاعمال التي قدمها علي خشبة المسرح " المزيفون" 1960م من تأليف محمود تيمور، وإخراج نهاد قلعي.
من أشهر أعماله فيلم "الثعلب" 1971م، وفيلم "السكين" 1972م.

## الأعمال الفنية[3]
تتنوع الأعمال الفنية للمثل السوري رضوان الساطي ما بين الأفلام والمسلسلات، والتي يمكن توضيحها من خلال الآتي:
- الأبطال يولدون مرتين - فيلم- 1977م، من تاليف علي زين العابدين، وإخراج صلاح دهني. وشارك الساطي العمل مع كل من: عماد حمدي، ومنى واصف، وصباح الجزائري.[4]
- اسعد الوراق- مسلسل- 1975م، من تاليف صدقي اسماعيل، وإخراج علاء الدين كوكش، والمسلسل من بطولة هاني الروماني، وملك سكر، ومني واصف.[5]
- الاتجاه المعاكس- فيلم- 1975م، من تاليف حسن سامي يوسف، وإخراج مروان حداد، وشارك الساطي العمل مع منى واصف، وبسام لطفي، وعبدالهادي الصباغ، وسلمى المصري.[6]
- الحسناء وقاهر الفضاء- فيلم- 1975م، من تأليف محمد جومر، وإخراج سهيل كنعان، والفيلم من بطولة محمود جبر، إغراء، محمود قدورة وناجي جبر.[7]
- صح النوم- فيلم- 1975م، من تأليف وتمثيل نهاد قلعي، وإخراج خلدون المالح، والعمل من بطولة دريد لحام، وناجي جبر، ونجاح حفيظ
- لا وقت للخداع- فيلم- 1975م، فيلم مصري من تاليف بهجت قمر، وإخراج أسامة ملكاني، وشارك الساطي العمل مع كل من: محمد رضا، عبدالمنعم إبراهيم، ملك سكر، مها الصالح.[8]
- انتقام الزباء- مسلسل- 1974م، مسلسل سوري اجتماعي من (13) حلقة، من تأليف محمود دياب، وإخراج غسان جبري، والمسلسل من تمثيل: سلوي سعيد، أسعد فضة، صباح الجزائري، بسام لطفي.[9]
- السكين- فيلم- 1972م، من تاليف غسان كنفاني، وإخراج خالد حمادة، والفيلم بطولة: سهير المرشدي، رفيق السبيعي، بسام لطفي.
- الثعلب- فيلم- 1971م، من تاليف وتمثيل نهاد قلعي، وإخراج يوسف معلوف، وطاقم العمل في الفيلم يتكون من: دريد لحام، نوال ابوالفتوح، نهاد قلعي، جمال سركيس.[10][11]
- الصعاليك- فيلم- 1968م، فيلم من تاليف وإخراج يوسف معلوف، والعمل بطولة كل من: دريد لحام، مريم فخر الدين، نهاد قلعي.[12]